# 韋榮球菌目
韦荣球菌目为厚壁菌纲的一目细菌。此目细菌的模式属为韦荣球菌属（Veillonella）。

## 科
- 韦荣球菌科 Veillonellaceae Rogosa 1971